# Famille Lud
La famille Lud est une famille de secrétaires du duc de Lorraine, d'exploitants de mines d'argent et d'érudits cosmographes des XVe et XVIe siècles qui est à l'origine du Gymnase vosgien.

## Présentation
La famille Lud est peut-être peut-être originaire de Pfaffenhoffen, en Alsace. Le père, dont on ignore le prénom, épouse Jeanne d'Ainvaux, d'une famille riche Saint-Dié, en Lorraine.
De ce mariage naissent deux fils, Jean ou Johannes Lud de Pfaffenhoffen, secrétaire du duc de Lorraine, fermier et justicier des mines d'argent des Vosges, et Vautrin Lud, chanoine influent de la collégiale de Saint-Dié et également secrétaire du duc de Lorraine,.
L'exploitation des mines d'argent enrichit les deux frères. Vautrin Lud succède à Johannes comme justicier des mines et en fait profiter son chapitre de Saint-Dié. Il y fonde, avec son neveu Nicolas Lud, fils de Johannes, un centre d'imprimerie qui imprimera en 1507 la Cosmographiae Introductio, où figure le planisphère de Waldseemüller, où, pour la première fois, le continent récemment découvert est nommé Amérique. Les profits engrangés servent également à la constitution du Gymnase vosgien de Saint-Dié,,.
Jean ou Johannes a deux fils, Nicolas Lud, secrétaire du duc de Lorraine comme son père, et Jean Lud,, général des mines. Ce dernier a un fils, Olry Lud, général des mines, probablement le dernier héritier masculin de la famille.

## Filiation
- X… marié à Jeanne d'Ainvaux
  - Johannes Lud de Pfaffenhoffen (cité à partir de 1461-1508), secrétaire du duc de Lorraine, justicier des mines.
    - Nicolas Lud secrétaire du duc de Lorraine
    - Jean Lud, général des mines.
      - Olry Lud, général des mines.

  - Vautrin Lud (1448-1527), chanoine de Saint-Dié, justicier des mines.